# Мордюкова Нонна Вікторівна
Но́нна Ві́кторівна Мордюко́ва (справжнє ім'я Ноябрина; 25 листопада 1925, Костянтинівка, Донецька область, УРСР, СРСР — 6 липня 2008, Москва, Росія) — радянська і російська акторка театру і кіно. Заслужена артистка РРФСР (1965). Народна артистка РРФСР (1969). Народна артистка СРСР (1974). Лауреатка Державної премії РРФСР імені братів Васильєвих (1973). Лауреатка кінопремії Ніка в номінації «Честь і гідність» (2004).

## Біографія
Ще з дитячих років мріяла зніматися в кіно, але війна перешкодила її планам. Під час окупації в Краснодарському краї їй доводилося ховатися від гітлерівців, щоб уникнути висилки на примусові роботи до Німеччини.
У 1945 році вступила у ВДІК, в акторську майстерню Бориса Бібікова і Ольги Пижової. Закінчила його в 1950 році.
У 1950—91 — акторка Державного Театру-студії кіноактора.
За свою кар'єру Нонна Мордюкова знялася приблизно в 60 фільмах.
Дебютувала в кіно в 1948 році, ще студенткою першого курсу ВДІКу зігравши роль Уляни Громової у фільмі режисера Сергія Герасимова «Молода гвардія». Ця робота принесла акторці перший успіх, Державну премію, а також зміни в особистому житті. В 1948 році вона одружилася з молодим актором В'ячеславом Тихоновим. 28 лютого 1950 року народила сина Володю (був одружений з акторкою Наталією Варлей). 11 червня 1990 року син помер від серцевої недостатності, яка розвинулась через вживання наркотиків. Шлюб з Тихоновим тривав 13 років. Мати акторки Ірина Петрівна благала дочку не йти від чоловіка. Наступного дня після похорону матері Мордюкова розлучилася.
Після «Молодої гвардії» Мордюкової довго не пропонували ролей, і лише в 1954 році режисер Михайло Швейцер запросив її на проби в свою картину «Чужа рідня». Попри те, що Мордюкова не сподобалася художній раді, Швейцер наполіг, щоб саме вона зіграла головну героїню — Стешу. Після виходу фільму на екрани Мордюкова стала по-справжньому знаменитою.
У 1950—1960х роках акторка знялася в таких класичних радянських картинах, як «Повернення Василя Бортнікова» Всеволода Пудовкіна, «Проста історія» Юрія Егорова, «Голова» Олексія Салтикова.
У «Простій історії» героїня Мордюкової говорить героєві Михайла Ульянова одну з головних крилатих фраз радянського кіно: «Хороший ти мужик, але не орел!». Ульянов згадував — навіть на знімальному майданчику від неї ці слова було образливо чути.
Незвичайна історія маленької безіменної ролі у фільмі «Добровольці» (1958): її не було в сценарії. Режисер Юрій Єгоров попросив Мордюкову знятися в масовці. Вона погодилася, але запропонувала «розширити» роль і одразу експромтом зіграла епізод. Режисер негайно включив його у фільм. Образ безіменної героїні преса відзначала нарівні з центральними героями картини.
У 1967 році акторка знялася у Олександра Аскольдова у фільмі «Комісар», де виконала одну зі своїх найкращих ролей. Фільм 20 років пролежав на полиці, а потім був названий шедевром радянського кінематографу. У ньому є сцена, коли Мордюкова годує дитину груддю. Режисер фільму згадував, що вона зовсім не хотіла роздягатися. Вона поставила умовою, щоб на знімальному майданчику вимкнули світло, а з групи залишилися тільки він і оператор. Режисерові насилу вдалося умовити її.
У 1960‑х‑1970‑х роках акторка знімалася в комедійних і мелодраматичних картинах: «Тридцять три» Георгія Данелія, і «Діамантова рука» Леоніда Гайдая, «Одруження Бальзамінова» Костянтина Воїнова, «Журавушка» Миколи Москаленка, «Російське поле» Олексія Салтикова та інших.
У фільмі «Одруження Бальзамінова» є епізод, де героїню Мордюкової знайомлять з женихом (його грає Георгій Віцин). Цей епізод, де персонажка Мордюкової говорить «Він мені подобається… Ти мені його щодня…», за спогадами авторки, вийшов після 29 дублів. «Віцин був такий худенький, добрий. Йогою займався… Так я його з дубля в дубль ялозила. Знову і знову кидала до огорожі… Повітря була людина. Щоки, шия вже всі червоні. Та і подряпини від огорожі. Але 29-й дубль і справді був найкращий».
Останні великі ролі Нонни Мордюкової на кіноекрані — фільм «Рідня» Микити Михалкова (1982) і «Мама» Дениса Євстигнєєва (1999).
Під час зйомок фільму «Рідня», як згадувала акторка, режисер фільму Микита Михалков дістав від неї синець на вилиці й позбувся двох ґудзиків на сорочці. Увечері він прийшов до Мордюкової в готельний номер з пляшкою коньяку — миритися.
Фільм Дениса Євстігнєєва «Мама» вийшов 1998 року. Нонна Мордюкова у фільмі виконала головну роль, а її партнерами на знімальному майданчику стали молоді актори — Олег Меньшиков, Володимир Машков, Євген Миронов. Атмосфера на зйомках «Мами», говорять актори, панувала чудова. Коли Мордюкова сердилася, вона силою свого біополя відключала електроприлади. Якось сказала різкість «звуковикам» — і у них тут же згорів трансформатор, а в освітлювачів зламався системний блок. Зате коли бувала в настрої, співала свої улюблені частушки — не завжди, до речі, пристойні.
Фільм «Мама», попри те, що критика його не прийняла, Мордюкова вважала хорошим. «Зараз кіно — не кіно, якщо по асфальту мізки не течуть і нікого не ґвалтують на великому плані — сказала акторка на прес-конференції, присвяченій виходу в світ „Мами“. — А ця картина з тих, з колишніх. Там є сімейна любов».
Лауреатка ряду кінофестивалів, державних і кінопремій.
Померла увечері 6 липня 2008 року на 83-му році життя.
Похована 9 липня 2008 року на Кунцевському цвинтарі Москви поряд з сином. Згідно з останньою волею Мордюкової, громадянська панахида не проводилася. Відспівування пройшло в храмі Спаса Нерукотворного Образу на Сетуні. Попрощатися з нею прийшли багато діячів культури і мистецтва — Юрій Соломін, Микита Михалков, Римма Маркова, Євген Миронов, Олександр Панкратов-Чорний, Сергій Гармаш, Лариса Лужина, колишня невістка Мордюкової Наталія Варлей.

## Фільмографія
- 1948 — Молода гвардія — Уляна Громова — Лауреатка Сталінської премії I ступеня в галузі літератури і мистецтва в категорії «Художня кінематографія» — за виконання ролі Уляни Громової (1949)
- 1952 — Повернення Василя Бортнікова — Настя Огороднікова, трактористка
- 1953 — Калиновий гай — Надія Романюк
- 1955 — Чужа рідня (Стеша Ряшкина)
- 1955 — Зірки на крилах — рибалка
- 1957 — Катерина Вороніна — Дуся Ошуркова
- 1958 — Добровольці — будівельниця метро (немає в титрах)
- 1959 — Все починається з дороги — Даша Бокова, дружина Степана
- 1959 — Три оповідання Чехова (кіноальманах, новела «Ванька») — дружина Аляхіна
- 1959 — Батьківський дім — Степанида
- 1959 — Ходіння по муках (фільм № 3 — «Похмурий ранок») — Мотрона Красильникова
- 1960 — Проста історія —  Саша Потапова
- 1960 — Секретар обкому — Наталя Фадеївна
- 1962 — Павлуха — Наталя
- 1964 — Одруження Бальзамінова — Домна Євстигніївна Бєлотєлова, купчиха
- 1964 — Голова — Доня Трубникова, дружина Семена
- 1965 — Тридцять три — Пристяжнюк Галина Петрівна, керівниця Облохоронвідділу
- 1965—1967 — Війна і мир — Анісья Федорівна
- 1967 — Дядечків сон — Софія Петрівна Карпухіна (в оригіналі Фарпухіна), полковниця
- 1967 — Комісар — Клавдія Вавилова
- 1968 — Журавушка — Глафіра Дементіївна Огрєхова
- 1968 — Діамантова рука — Варвара Сергіївна Плющ, керівниця будівництва
- 1969 — Гори, гори, моя зірко — мадам
- 1970 — Балада про Берінга і його друзів — імператриця Анна Іванівна
- 1970 — Випадок з Полиніним — Дуся Кузьмичова
- 1971 — Молоді — Дарія Василівна — Приз за найкраще виконання жіночої ролі на II Всесоюзному кінофестивалі фільмів про робітничий клас (1972)
- 1971 — Російське поле — Федосья Леонтіївна Угрюмова
- 1972 — Завтра буде пізно — Кузюрка
- 1972 — Страждання молодого Геркулесова (короткометражний)
- 1973 — Повернення немає — Антоніна Каширіна — «Найкраща акторка року» за результатами опитування журналу «Радянський екран» — за виконання ролі у фільмі (1974)
- 1973 — Два дні тривоги — Мавра Григорівна
- 1974 — Лев Гурич Сінічкін — Раїса Мінічна Сурмілова, прима театру
- 1975 — Сім'я Іванових — Марія Петрівна Іванова
- 1975 — Вони билися за Батьківщину — Наталія Степанівна
- 1977 — Інкогніто з Петербурга — Ганна Андріївна, дружина городничого
- 1977 — Трясовина («Нетипова історія») — Мотрона Бистрова
- 1979 — Вірою і правдою — тітка Паня
- 1981 — Рідня — Марія Василівна Коновалова
- 1982 — Вокзал для двох — «дядя Міша»
- 1982 — Етюд для доміно з роялем — гравчиня в доміно
- 1986 — Від зарплати до зарплати — Ольга Іванівна Плісова
- 1987 — Донечка — Зінаїда Яківна, вахтерка
- 1987 — Позика на шлюб — Тетяна Іванівна
- 1988 — Заборонена зона — Надія Авдотьїна
- 1991 — Мішень, що біжить — баба Зіна
- 1992 — Луна-парк (Росія—Франція) — тітка Альони
- 1995 — Ширлі-мирлі — працівниця РАГСу
- 1998 — Мама — мама Поліна
- 2002 — Немає смерті для мене (док. фільм) — камео

## Пам'ять
- Мала планета Сонячної системи названа іменем Нонни Мордюкової. Номер планети — 4022 Нонна.
- 14 вересня 2008 року в Єйську був установлений пам'ятник акторці, скульпторка Ірина Макарова.

## Книги
- Н. Мордюкова. Не плачь, казачка. М. Олимп. 416 стр. 2000. 10000 экз. :: ISBN 5-7390-0480-2, ISBN 5-88590-746-3.
- Н. Мордюкова. Казачка. М. Вагриус. 304 стр. 2005. 5000 экз. :: ISBN 5-9697-0103-3.